# آب، مثل سلام!
آب مثل سلام کتابی از جعفر ابراهیمی است که در سال ۱۳۷۲ منتشر و در مراسم کتاب سال جمهوری اسلامی ایران به‌عنوان کتاب برگزیده معرفی شد.